# Frackville
Frackville est un borough situé au nord de la partie centrale du comté de Schuylkill, en Pennsylvanie, aux États-Unis,. En 2010, il comptait une population de 3 805 habitants. Il est incorporé le 10 avril 1876.

## Démographie
Lors du recensement de 2010, le borough comptait une population de 3 805 habitants. Elle est estimée, en 2019, à 3 662 habitants.

### Source de la traduction
- (en) Cet article est partiellement ou en totalité issu de l’article de Wikipédia en anglais intitulé « Frackville, Schuylkill County, Pennsylvania » (voir la liste des auteurs).